# Липпи, Филиппо
Фра Филиппо ди Томмазо Липпи (итал. Fra Filippo di Tommaso Lippi; 23 июня 1406, Флоренция, Тоскана — 8 октября 1469, Сполето, Перуджа) — итальянский живописец раннего Возрождения. Один из виднейших представителей флорентийской школы периода кватроченто. Отец живописца Филиппино Липпи.

## Биография
Филиппо Липпи родился во Флоренции, в семье бедного мясника Томмазо ди Липпо и Антонии ди сер Биндо Серниджи, умершей при родах. Вскоре он потерял и отца. В возрасте двух лет он был доверен вместе с братом Джованни сестре отца. В возрасте восьми лет, в 1414 году, он был принят вместе с братом монахами-кармелитами из близлежащего монастыря (Сonvento del Carmine). 8 июня 1421 года Филиппo принял обет, сохранив имя, данное при крещении. Отсюда приставка «фра» (сокращение от итал. frate, то есть брат).
В 1424 году он стал свидетелем росписи Мазолино да Паникале и Мазаччо капеллы Бранкаччи церкви Санта-Мария-дель-Кармине во Флоренции, что сыграло решающую роль в его художественном призвании. Другими образцами для художника стали произведения скульпторов Донателло, Луки делла Роббиа, Нанни ди Банко и Филиппо Брунеллески. На его художественное образование также повлиял Фра Беато Анджелико да Фьезоле.
В июле 1424 года художник был в Пистое и Сиене, а в августе 1426 года отправился в Прато. В 1430 году документы монастыря впервые определяют его как «живописца». Бросив в 1431 году монастырскую жизнь, Липпи продолжал, однако, носить иноческую одежду. Согласно «Жизнеописаниям наиболее знаменитых живописцев, ваятелей и зодчих» Джорджо Вазари, художник был захвачен в Анконе в плен берберийскими пиратами: «Все были схвачены шайкой мавров, рыскавших по этим местам, увезены в Берберию, прикованы цепями, обращены в рабство и провели там с большими лишениями восемнадцать месяцев». И будто Липпи так поразил хозяина искусством рисунка, что тот отпустил его на волю. Однако это предание заимствовано Вазари у новеллиста M. Банделло (новелла 58, часть I) и не подтверждается документально.
Возможно, что в 1432 году Филиппо Липпи уехал из монастыря в Падую. В различных источниках упоминается серия работ для Падуи, в том числе в сотрудничестве с Ансуино да Форли, но все результаты его деятельности этого периода утрачены. В Падуе Липпи соприкоснулся с фламандской живописью и с колоритом художников венецианской школы. Работал преимущественно во Флоренции, некоторое время вместе с Никколо Пиццоло в Падуе, в 1434—1438 годах — над росписью капеллы палаццо дель Подеста в Прато (1453—1465), затем в Сполето.
Известен и необычный эпизод из жизни Филиппо Липпи — похищение им в 1456 году из женского монастыря в Прато молодой послушницы Лукреции Бути и сожительство с ней. Они встретились в Прато, когда Липпи писал фрески в кафедральном соборе. Романтическую историю об этом изложил Джорджо Вазари, по словам которого Филиппо был «страстно подвержен Венере… и готов был отдать последнее ради возможности обладать красивыми женщинами». Однажды «монахинями из Санта-Маргарита ему был заказан образ для главного алтаря, и, когда он над ним работал, ему как-то раз довелось увидеть дочь флорентинского гражданина Франческо Бути, которая была туда отправлена не то на воспитание, не то в монахини. Фра Филиппо, заглядевшись на Лукрецию (так звали девушку, отличавшуюся величайшей красотой и обаянием), так обошёл монахинь, что добился у них разрешения написать её портрет, чтобы поместить его в виде фигуры Богоматери в заказанную ими картину. И, влюбившись в неё по этому случаю ещё пуще прежнего, он после этого всеми правдами и неправдами добился того, что похитил Лукрецию у монашек и увел её в тот самый день, когда она пошла смотреть на перенесение пояса Богоматери — чтимую реликвию этого города». Вследствие этого необдуманного поступка ему пришлось испытать много неприятностей и тревог, пока папа, по ходатайству герцога Козимо Медичи, не дал им разрешение пожениться (неизвестно, воспользовались ли они им). Однако и после того, несмотря на свою известность, Липпи не знал покоя по причине своей беспорядочной жизни и расточительности, и был преследуем кредиторами. Неоднократно он оказывался в тюрьме, но каждый раз его выручали знатные покровители.

В 1438 году он упоминается в письме Доменико Венециано к Пьеро де Медичи, в котором Филиппо Липпи приравнивается к фра Беато Анджелико как лучший художник Флоренции. Вероятно, с 1439 года Филиппо больше не жил в монастыре, а имел собственный дом. 23 февраля 1442 года он был назначен папой Евгением IV «настоятелем и похвальным аббатом» церкви Сан-Квирико в Легнейе, недалеко от Флоренции. В 1452 году Липпи стал капелланом монахинь монастыря св. Марии Магдалины во Флоренции. Несмотря на доходы от этих должностей, Липпи был постоянно в долгах и жил в бедности.
Здесь я покоюсь, Филипп, живописец навеки бессмертный,

Дивная прелесть моей кисти - у всех на устах.

Душу умел я вдохнуть искусными пальцами в краски,

Набожных души умел - голосом бога смутить.

Даже природа сама, на мои заглядевшись созданья,

Принуждена меня звать мастером равным себе.

В мраморном этом гробу меня упокоил Лаврентий

Ме́дичи, прежде чем я в низменный прах обращусь.
Фра Филиппо Липпи был одним из учителей Сандро Боттичелли. Имел сына-художника — Филиппино Липпи. Фра Филиппо умер в Сполето 8 октября 1469 года и был похоронен в соборе Сполето. Его сын проектировал надгробие с мраморным бюстом отца. Согласно рассказу Вазари именно Лоренцо Медичи решил почтить память художника; по его поручению Филиппино заказал отцу мраморную гробницу, а Анджело Полициано он поручил составить следующую эпитафию, которая была высечена на гробнице прописными литерами (перевод Александра Блока немного неточен).

## Оценки творчества и стиль
Фра Филиппо Липпи вместе с фра Беато Анджелико и Доменико Венециано считается наиболее влиятельным художником, работавшим во Флоренции в первой половине XV века. Значение его творчества в истории искусства состоит в том, что после Мазаччо фра Филиппо ещё решительнее направил итальянскую живопись на путь натурализма. Любовь к земным радостям, восхищение при виде красоты, страстность, чувственность сказываются в его произведениях, несмотря на то, что их темы относятся к жанру религиозных картин. В изображаемых им фигурах так много искренности и тонкого понимания красоты, что они производят неотразимое впечатление, хотя не всегда согласуются с требованиями церковного искусства. По определению А. И. Сомова, «Его Мадонны — очаровательные невинные девушки или нежно любящие молодые матери; его Богомладенцы и ангелы — прелестные реальные дети, пышущие здоровьем и весельем».
Индивидуальный художественный стиль Филиппо Липпи с его «утончённой линеарностью, преобладанием ритма контурной линии, тяготеет к готике, но изяществом рисунка и новым поэтическим чувством связан с идеалами кватроченто».
Фра Филиппо смело вводил в композицию религиозных картин реальный тосканский или умбрийский пейзаж и бытовые детали, взятые им из действительной жизни. Так, например, картина «Мадонна с Младенцем», написанная художником в зрелом возрасте, фактически представляет собой семейный портрет: для образа Мадонны ему позировала жена, для Младенца и ангела, которого мы видим на переднем плане, — его дети. Обращает на себя внимание и то, что лоб Мадонны высоко выбрит — как предписывала флорентийская мода того времени.
Из фресковых росписей этого художника наиболее значительные находятся в соборе Прато (сцены из жизни св. Стефана) и в соборе Сполето (цикл из четырёх картин из жизни Девы Марии в апсиде главного алтаря: «Благовещение», «Рождество», «Смерть Марии», «Коронование Девы»).
Филиппо Липпи одним из первых стал придавать картинам круглую форму, для которых итальянцы используют название тондо (итал. tondо — круглый) и «которые вскоре вошли в употребление не только в домашних молельнях, но даже в церквях, взамен более распространенных перед тем триптихов». Согласно одной из версий появление такого рода композиций в живописи периода кватроченто связано с развитием медальерного искусства и итальянской майолики: круглых форматов блюд, тарелей и архитектурных вставок из майолики круглой формы.
«Тондо» художника можно видеть во многих итальянских музеях: «Коронование Марии» в галерее Уффици во Флоренции, «Мадонна со сценой Рождества Девы Марии на дальнем плане» в Палаццо Питти. Из картин Липпи, хранящихся вне Италии, особенно известны тондо «Коронование Девы» в музее Лувра, «Пресвятая Дева, поклоняющаяся Младенцу Христу» в берлинском музее, «Св. Иоанн Креститель» «Крещение» в Лондонской национальной галерее. Картина «Видение Блаженного Августина» хранится в Государственном Эрмитаже в Санкт-Петербурге.

## Галерея
- Благовещение. 1450. Дерево, темпера. Старая пинакотека, Мюнхен
- Фра Беато Анджелико и фра Филиппо Липпи. Поклонение волхвов. Ок. 1450. Дерево, темпера. Национальная галерея, Вашингтон
- Благовещение. Деталь фрески собора в Сполето. 1460-е гг.
- Коронование Марии. 1441—1447. Дерево, темпера, масло. Галерея Уффици, Флоренция
- Святое собеседование. Мадонна на троне со святыми (Алтарь Новициато). 1445. Дерево, темпера. Уффици, Флоренция
- Мадонна с Младенцем. Между 1440 и 1445 гг. Дерево, темпера. Национальная галерея, Вашингтон
- Видение блаженного Августина. Ок. 1460. Дерево, темпера. Государственный Эрмитаж, Санкт-Петербург.
- Поклонение в лесу. 1459. Дерево, масло. Картинная галерея, Берлин
- Мадонна с Младенцем и сцены из жизни Святой Анны. 1452. Дерево, масло. Палаццо Питти, Флоренция
- Портрет женщины и мужчины у окна. Ок. 1440. Дерево, темпера. Метрополитен-музей, Нью-Йорк
- Портрет молодой женщины. Ок. 1445. Дерево, темпера. Картинная галерея, Берлин